# II. Olimpijske igre – Pariz 1900.
II. Olimpijske igre održane su u Parizu od 14. svibnja do 28. listopada 1900. godine, usprkos očekivanjima Grka da će se Igre nastaviti održavati isključivo u njihovoj domovini. Igre u Parizu održane su kao prateća manifestacija uz Svjetsku izložbu, a karakteristične su bile po dva detalja: trajale su gotovo 5 i pol mjeseci, a na njima su po prvi puta nastupile i natjecateljice.

## Popis športova
Natjecanja su održana u 87 disciplina u 20 športova, i to u atletici, biciklizmu, jedrenju, jahanju, kriketu, kroketu, streljašvu, streličarstvu, gimnastici, mačevanju, nogometu, plivanju, tenisu, golfu, polu, potezanju konopa, pelotu, ragbiju, vaterpolu i veslanju.
U odnosu na I. Olimpijske igre u Ateni isključeno je dizanje utega i hrvanje, ali je dodano 13 novih športova. Plivanje i vaterpolo smatrani su dvjema disciplinama istog športa.

## Zemlje sudionice
Na Igrama su sudjelovali predstavnici sljedećih zemalja:
| - Argentina - Australija - Austrija - Belgija - Bohemija - Danska - Francuska | - Grčka - Haiti - Indija - Iran - Italija - Kanada - Kuba | - Luksemburg - Mađarska - Meksiko - Nizozemska - Njemačka - Norveška - Peru | - Rumunjska - Rusija - SAD - Španjolska - Švedska - Švicarska - Velika Britanija |

## Popis medalja
Na Igrama u Parizu nisu bile predviđene medalje u obliku kakvom se danas dodjeljuju (zlato, srebro, bronca). Međunarodni olimpijski odbor retroaktivno je dodijelio medalje da bi se izjednačio standard medalja koji je tek kasnije usvojen. U prikazu su posebno istaknute medalje domaćina, a zanimljvost je da su sudjelovale i momčadi sastavljene od natjecatelja iz više zemalja, tzv. mješoviti sastavi.
Na ovim igrama je i jedan Hrvat nastupio i osvojio medalju. Tada je, u sastavu reprezentacije Austro-ugarske monarhije nastupio i osvojio brončanu medalju u mačevanju, disciplina sablja, Milan Neralić iz Slunja.
| II. Olimpijske igre – Pariz 1900. |                  |       |        |        |        |
| Plasman                           | Država           | Zlato | Srebro | Bronca | Ukupno |
| 1.                                | Francuska        | 26    | 41     | 34     | 92     |
| 2.                                | SAD              | 19    | 14     | 14     | 47     |
| 3.                                | Velika Britanija | 15    | 6      | 9      | 30     |
| 4.                                | mješoviti sastav | 6     | 3      | 3      | 12     |
| 5.                                | Švicarska        | 6     | 2      | 1      | 9      |
| 6.                                | Belgija          | 5     | 5      | 5      | 15     |
| 7.                                | Njemačka         | 4     | 2      | 2      | 8      |
| 8.                                | Italija          | 2     | 1      | 0      | 3      |
| 9.                                | Australija       | 2     | 0      | 3      | 5      |
| 10.                               | Danska           | 1     | 3      | 2      | 6      |
| 10.                               | Ugarska          | 1     | 3      | 2      | 6      |
| 12.                               | Kuba             | 1     | 1      | 0      | 2      |
| 13.                               | Kanada           | 1     | 0      | 1      | 2      |
| 14.                               | Španjolska       | 1     | 0      | 0      | 1      |
| 15.                               | Austrija         | 0     | 3      | 3      | 6      |
| 16.                               | Norveška         | 0     | 2      | 3      | 5      |
| 17.                               | Indija           | 0     | 2      | 0      | 2      |
| 18.                               | Nizozemska       | 0     | 1      | 3      | 4      |
| 19.                               | Bohemija         | 0     | 1      | 1      | 2      |
| 20.                               | Meksiko          | 0     | 0      | 1      | 1      |
| 20.                               | Švedska          | 0     | 0      | 1      | 1      |
| Ukupno                            | Ukupno           | 90    | 90     | 88     | 268    |